# بوران (آمل)
بوران، روستایی از توابع بخش دشت‌سر شهرستان آمل در استان مازندران ایران است.

## جمعیت
این روستا در دهستان دشت‌سر غربی قرار دارد و براساس سرشماری مرکز آمار ایران در سال ۱۳۸۵، جمعیت آن ۲۸۶۹ نفر (۷۵۰خانوار) بوده‌است.